# Marcos Barrera
Marcos Israel Barrera Tabilo (Mendoza, 2 marzo 1984) è un calciatore argentino, difensore svincolato.